# Образование в Израиле
Образование играет важную роль в жизни и культуре Израиля. В системе среднего образования наблюдается склонность принимать в расчёт современные образовательные тенденции. Расходы на образование в 2018 году составили 6,16 % ВВП, большинство школ субсидированы государством.
По данным Организации экономического сотрудничества и развития, в Израиле на 2011 год 45 % населения имели высшее образование. Среди стран, входящих в эту организацию, Израиль занимает 2-е место по этому параметру. 78 % общего финансирования высших учебных заведений поступает из госбюджета. 58 % взрослых израильтян считают, что высшее образование очень важно для успеха в жизни, 77 % израильских родителей хотят, чтобы их дети получили высшее образование.

## Модель образования
Израильские школы разделены на четыре типа: государственные, государственно-религиозные, религиозные (харедим) и арабские (к числу которых иногда не совсем точно относят и друзские; их количество очень невелико). Большинство израильских детей посещают государственные школы. Религиозные и государственно-религиозные школы, удовлетворяя потребности ортодоксальной еврейской молодежи, предлагают интенсивное изучение еврейских программ. В арабских школах преподают на арабском языке и уделяют большое внимание изучению арабской истории, религии и культуры. Есть также небольшое количество двуязычных школ, где учатся и еврейские, и арабские дети, например «Гешер аль Авади», управляемая Центром еврейско-арабского образования «Взявшись за руки».
Система образования состоит из трёх уровней: начальное образование (1—6-й классы, приблизительно 6—12 лет), средняя школа (7—9-й классы, приблизительно 12—15 лет) и старшая школа (10—12-й классы, приблизительно 15—18 лет). Обязательным является образование от старшей группы детского сада (с 5 лет) до 12-го класса.
Учебный год в Израиле начинается 1 сентября и заканчивается в начальной школе 30 июня, а в средней школе и старшей школе 20 июня.

## Аттестат зрелости
Среднее образование готовит школьников к сдаче аттестата зрелости (багрута). Они охватывают различные академические дисциплины, которые оцениваются по возрастанию объема изучаемого материала и сложности от 1 до 5 единиц. Школьники, получившие проходной балл по обязательным предметам (иврит, английский язык, математика, Танах и литература), которые сдавали экзамены общей сложностью 21 единиц и более и хотя бы один экзамен 5-й сложности, получают аттестат зрелости. В 2007 году 74,4 % израильских двенадцатиклассников сдавали экзамены и лишь 46,3 % получили аттестат. В арабских и друзских школах результаты были 35,6 % и 43,7 % соответственно.
Ниже представлена таблица, показывающая количество сдавших экзамены школьников в крупнейших израильских городах в 2002 году (данные Центрального Бюро Статистики Израиля).
| Город         | Сдавшие экзамены (%) |
| ------------- | -------------------- |
| Иерусалим     | 36                   |
| Тель-Авив     | 60,3                 |
| Хайфа         | 64,3                 |
| Ришон ле-Цион | 59,2                 |
| Ашдод         | 55,9                 |
| Ашкелон       | 58,5                 |
| Бат-Ям        | 49,5                 |
| Беер-Шева     | 51,5                 |
| Холон         | 55,3                 |
| Нетания       | 52                   |
| Петах-Тиква   | 57                   |
| Рамат-Ган     | 65,3                 |

По данным «Адва центра», израильского аналитического центра социальных проблем, результат приблизительно 15 % сдавших экзамен не соответствует требованиям израильских вузов.

## Высшее образование

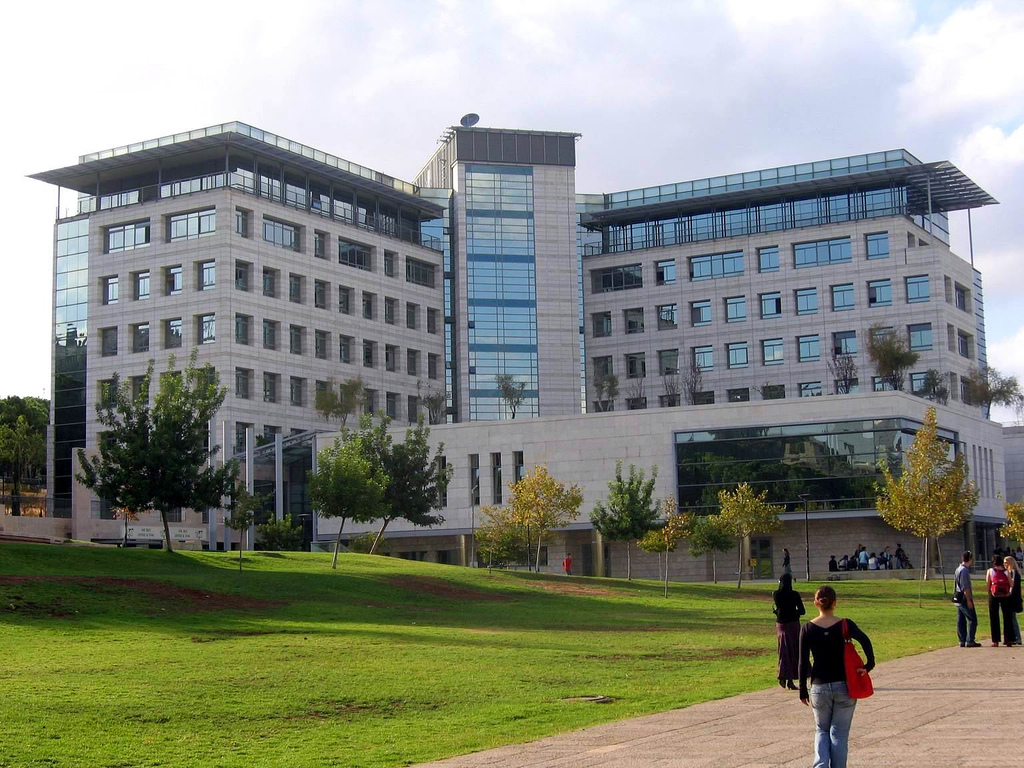
Здание факультета компьютерных наук в Технионе — Израильском технологическом университете

В Израиле действуют девять высших учебных заведений, имеющих статус университета, и около 50 бюджетных и частных академических колледжей, имеющих право присваивать академические степени (большинство — только первую академическую степень).
После достижения возраста совершеннолетия юноши и девушки как правило призываются в Армию обороны Израиля, но могут просить отсрочку для прохождения подготовительных курсов (мехины). В рамках программы академического резерва (атуда (англ. atuda)) возможно получение академической степени перед началом армейской службы; для поступления на программу требуется согласие на прохождение сверхсрочной службы на 3 года.
Университеты обычно требуют определённого количества баллов за багрут и хороших показателей по психометрическому вступительному экзамену, который во многом напоминает американский SAT. Все девять университетов Израиля, а также некоторые колледжи, субсидируются государством (от 50 % расходов), и студенты платят только малую часть реальной стоимости обучения.
После получения степени бакалавра студент, в случае соответствия критериям, может продолжить обучение до получения степени магистра, а затем — доктора.
По данным ОЭСР на 2015 год, средний возраст окончания учебы на первую степень в Израиле — 27 лет (наибольший из всех стран ОЭСР), при этом академическую степень имеют 46 % взрослых в стране.

### Общее количество студентов в Израиле (университеты и колледжи)
| Год  | Кол-во студентов |
| ---- | ---------------- |
| 1948 | ~1 600           |
| 1958 | ~9 000           |
| 1970 | ~35 000          |
| 1980 | ~56 000          |
| 1990 | ~76 000          |
| 2000 | ~166 000         |
| 2006 | ~245 000         |

На 2003 год 29 % израильтян 25-64-летнего возраста имели какую-либо академическую степень (в том числе и полученную в колледжах). Этот показатель является вторым в мире (после Норвегии) и соответствует уровню США.

### Стоимость обучения
По состоянию на 2011 год, стоимость обучения в государственных университетах Израиля составляет 9842 шекеля (около 2800 долларов) в год.
Исторически, стоимость обучения в ВУЗах Израиля была низкой в первые десятилетия существования государства, но резко поднялась в 1980-х годах и к 1998 году стала самой большой среди государственных университетов западных стран. В 1998 году произошли массовые студенческие волнения и протесты против высокой стоимости обучения. Созданная государственная комиссия Элияху Винограда постановила сократить стоимость обучения в 2 раза, но из-за экономического кризиса начала 2000 годов она была сокращена лишь на четверть, и с тех пор остается на нынешнем уровне. Оплата за обучение в частных высших учебных заведениях может достигать 8 тысяч долларов.

## Статус учителей
За несколько лет урезание госбюджета и невыплачивание зарплаты учителям сыграло свою роль. Израиль был в числе лидеров по подготовке в области точных наук в 1960-х годах, но опустился на 33-е место из 41 по данным опроса в 2002 году. Зарплата израильских учителей очень мала в сравнении с другими развитыми странами согласно опросу Организации экономического сотрудничества и развития. В 1980-х и 1990-х годах многие учителя ушли из сферы образования на более высокооплачиваемые места работы или уехали за границу, усугубляя таким образом «утечку мозгов».

## Ранжирование вузов
Согласно рейтингу Webometrics, 6 израильских вузов входят в число 100 лучших университетов Азии. 4 входят в 150 лучших университетов мира согласно aкадемическому рейтингу университетов мира Шанхайского университета Цзяо Тун, а 3 входят в рейтинг Times Higher Education-QS World University Rankings (то есть в число «200 лучших университетов мира»).
Кроме того, израильские вузы входят в 100 лучших университетов мира по подготовке в следующих областях:
- Математика (Тель-Авивский университет, Еврейский университет в Иерусалиме, Технион);
- Физика (Тель-Авивский университет, Еврейский университет в Иерусалиме, Институт Вейцмана, Технион);
- Химия (Тель-Авивский университет, Еврейский университет в Иерусалиме, Технион);
- Информатика (Тель-Авивский университет, Еврейский университет в Иерусалиме, Технион, Институт Вейцмана, Университет имени Бар-Илана)[9] ;
- Машиностроение (Технион)[10];
- Науки о жизни (Еврейский университет в Иерусалиме)[11].

В области общественных наук Тель-Авивский и Иерусалимский университеты входят в топ-100. Они также входят в 100 лучших в экономике.